# Narvik (stacja kolejowa)
Narvik – stacja kolejowa w Narwiku, w regionie Nordland, w Norwegii. Jest najbardziej na północ wysuniętą stacją w Norwegii i końcową linii Ofotbanen.

## Położenie
Stacja jest położona w odległości 3,7 km od portu w Narwik i 1580 km od Sztokholmu, na wysokości 46,6 m n.p.m.

## Ruch pasażerski
Stacja obsługuje ruch pasażerski z Kiruną, Luleå i Sztokholmem w ilości 4 pociągów dziennie. Jedynym przewoźnikiem są szwedzkie linie kolejowe SJ AB.

## Obsługa pasażerów
Kasa biletowa, poczekalnia, telefon publiczny, pomoc dla niepełnosprawnych, parking na 30 miejsc, parking rowerowy, przystanek autobusowy, automatyczne schowki bagażowe, przystanek autobusowy, postój taksówek.